# Bens comuns

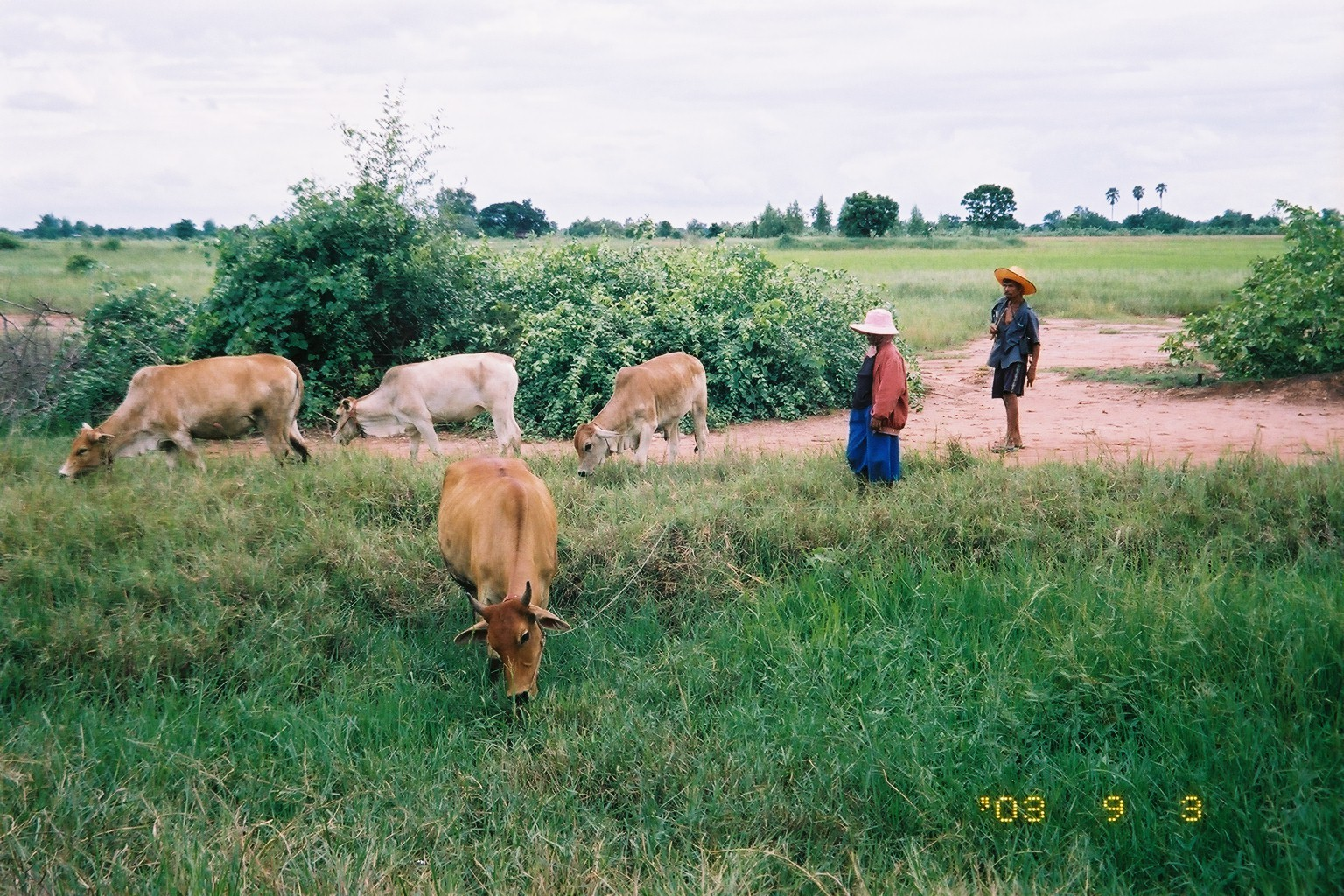
Pastoralismo no nordeste da Tailândia. O pastor alimenta as vacas com capim que cresce ao lado de estradas e caminhos

Bens comuns, comum ou simplesmente comuns (do inglês Commons) denominam um conjunto de recursos, naturais ou culturais, que são compartilhados por um grupo de pessoas denominados commoners. O termo - tradicionalmente usado, em economia, para designar bens naturais tais como as florestas, os rios e o ar - evoluiu com o tempo para ser empregado em outros domínios, como o conhecimento humano e as infraestruturas urbanas. Também pode ser entendido como prática social de gerência sobre um recurso nem pelo Estado, nem pelo mercado, mas por uma comunidade de usuários que autogoverna o recurso por meio de instituições as quais ela mesma cria.

## Definição e uso atual do termo
A Digital Library of the Commons define "commons" como "um termo geral aplicável a recursos compartilhados, sobre os quais cada interessado tem o mesmo interesse".
O termo commons deriva da designação legal tradicional inglesa para  terras comunais. Contemporaneamente, o termo foi  popularizado, no sentido de 'recurso compartilhado', pelo ecologista Garrett Hardin, autor de um influente artigo publicado em 1968, "The Tragedy of the Commons". Como constatado por Frank van Laerhoven e Elinor Ostrom, "Após a publicação do artigo de Hardin sobre a tragédia dos comuns, títulos contendo as palavras 'os bens comuns', 'pilha de recursos comuns', ou 'propriedade comum' se tornaram muito raros na literatura acadêmica".
O uso do termo commons tem raízes na história intelectual europeia, na qual se refere aos campos cultivados de maneira compartilhada, bem como aos pastos e florestas de uso livre e que, por fim, acabaram por ser reivindicados e cercados, transformando-se em propriedade privada - para uso privado. Nos textos políticos europeus, a riqueza comum era a totalidade das riquezas materiais do mundo, tais como o ar, a água, o solo e as sementes - toda a generosidade da natureza considerada como herança da humanidade como um todo, a ser compartilhada em conjunto. Nesse contexto, pode-se voltar mais atrás, à categoria jurídica romana res communis, aplicada às coisas comuns a todos e destinadas a serem usadas, desfrutadas por todos, em oposição à res publica, referente aos bens públicos, administrados pelo governo.

### O conhecimento como bem comum
Mais recentemente, desde a década de 1990, o conceito tem sido revisto e ampliado para abranger recursos informacionais ou digitais - como softwares e a própria Internet. Seu estudo volta-se para os aspectos de governança e sustentabilidade do uso de recursos compartilhados por uma comunidade. A questão da governança dos Commons foi tratada por Elinor Ostrom, Nobel de Economia 2009  (com Oliver Williamson).
Em 2007, Elinor Ostrom, juntamente com sua colega Charlotte Hess, conseguiu estender o debate sobre os commons ao conhecimento, abordando o conhecimento como um ecossistema complexo que opera como um bem comum, compartilhado, que envolve dilemas sociais e aspectos políticos. A questão cenral era a disponibilidade imediata de formas digitais de conhecimento e as possibilidadesde armazená-lo, acessá-lo e compartilhá-lo como um bem comum.  A conexão entre conhecimento e bens comuns pode ser feita através da identificação de problemas tipicamente associados aos bens naturais comuns, tais como  superexploração,  poluição e desigualdades, que também se aplicam ao conhecimento. Assim, são propostas soluções alternativas eficazes (baseadas na comunidade, não privadas e não estatais), semelhantes àquelas dos bens comuns naturais (envolvendo regras sociais, direitos de propriedade e estruturas de gestão adequadas). A metáfora dos commons é aplicada à prática social em torno do conhecimento. É neste contexto que o  trabalho de Ostrom e Hess prossegue, discutindo a criação de depositários do conhecimento através de contribuições organizadas e voluntárias de estudiosos (a comunidade de pesquisa, ela própria um common social), os problemas que tal conhecimento comum pode enfrentar (como o parasitismo ou o desaparecimento de bens) e a proteção do conhecimento comum contra o confinamento e a mercantilização (na forma de legislação de propriedade intelectual, patenteamento, licenciamento e sobreprecificação).
É importante notar a natureza do conhecimento e suas qualidades complexas e multicamadas de não rivalidade e não exclusividade.  Diferentemente dos bens comuns naturais, que são rivais, excludentes (apenas uma pessoa pode usar qualquer item ou porção de cada vez e, ao fazê-lo, o item é consumido) e escassos (podem ser repostos, mas há limites para isso, de modo que o consumo/destruição pode ultrapassar a produção/criação), os bens comuns de conhecimento são caracterizados pela abundância (são não rivais e não excludentes e, portanto, em princípio, não são escassos, não impulsionando, portanto, a concorrência e a governança coercitiva). Essa abundância do conhecimento comum é reconhecida em modelos alternativos, tais como a produção de conhecimento comum baseada na produção de pares (CBPP), e foi concretizada no movimento do software livre. O modelo CBPP mostrou o poder da colaboração em rede, da colaboração aberta e dos incentivos não materiais para produzir bens de melhor qualidade (principalmente software).

### Governança dosCommons
O trabalho de Ostrom diz respeito principalmente à governança dos bens compartilhados por uma comunidade. Potenciais problemas no uso, gestão e sustentabilidade de tais recursos podem ser causados pelo comportamento humano, que leva a  dilemas sociais relacionados com competição, aproveitamento e exploração excessiva. A análise desses problemas fatalmente recai na avaliação de questões tais como  equidade (apropriação e contribuição equânime), eficiência (otimização) e sustentabilidade (resultados a longo prazo).
O estudo clássico de Ostrom apresenta oito princípios para a governança dos bens comuns:
1. Definir limites claros para os grupos;
2. Adequação das regras que regem o uso dos bens comuns às necessidades e condições locais;
3. Assegurar que as pessoas afetadas pelas normas possam participar na modificação das regras;
4. Assegurar que a criação de regras sobre direitos de membros da comunidade sejam respeitados pelas autoridades externas;
5. Desenvolver um sistema operado por membros da comunidade, para monitorar o comportamento dos membros;
6. Aplicar sanções graduais  aos infratores de regras;
7. Fornecer meios acessíveis e de baixo custo para resolução de disputas;
8. Construir a responsabilidade de governar os bens comuns em camadas aninhadas a partir do nível mais baixo até interligar todo o sistema.

## Commoningcomo um processo
Acadêmicos como David Harvey têm adotado o termo commoning ("comunar", em tradução livre), o qual como um verbo serve para enfatizar o entendimento do comum como processo e prática antes de ser "um tipo particular de coisa" ou entidade estática.
Portanto, o comum não deve ser entendido como um tipo específico de coisa, de ativo ou mesmo de processo social, mas como uma relação social instável e maleável entre determinado grupo social autodefinido e os aspectos já existentes ou ainda por criar do meio social e/ou físico, considerada crucial para sua vida e subsistência. Existe, de fato, uma prática social de 'comunalização'. Prática que cria ou estabelece uma relação social com o comum cujos usos sejam tanto exclusivos de um grupo social quanto parcial ou totalmente aberto a todos. No cerne dessa prática de comnualização encontra-se o princípio que a relação entre o grupo social e o aspecto do ambiente tratado como um comum será tanto coletiva quanto não mercantilizada - para além dos limites da lógica das trocas e avaliações de mercado.
Alguns autores fazem distinção entre os recursos os quais são compartilhados (a pool de recursos comuns), a comunidade que os gere, e o comunar, isto é, o processo que subjaz à gestão coletiva de tais recursos. A comunalização, assim, adiciona outra dimensão aos bens comuns, ao reconhecer as práticas sociais as quais dão forma ao processo de estabelecimento e gestão do comum. Essas práticas implicam, à comunidade de commoners, a criação de uma nova forma de vida e ação conjuntas, de modo a envolver uma mudança psicológica coletiva: entalha-se de tal modo, também, a subjetivação, por meio da qual os commoners produzem a si enquanto sujeitos comuns.

## Teoria econômica

### Tragédia dos comuns
A tragédia dos comuns ou tragédia dos bens comuns refere-se a uma situação em que os indivíduos, agindo de forma independente, racional e de acordo com seus próprios interesses, atuam contra os interesses de uma comunidade, esgotando os bens comuns (em inglês, Commons). Segundo a hipótese da "tragédia dos comuns", o livre acesso resultaria na superexploração de recursos finitos, provocando o seu esgotamento.
Esse conceito foi baseado originalmente em um ensaio escrito pelo matemático e economista William Forster Lloyd sobre posse comunal da terra, em aldeias medievais,  embora tenha sido popularizado pelo ecologista Garrett Hardin, no ensaio "The Tragedy of the Commons", publicado em 1968 na revista Science. Todavia, a hipótese propriamente dita é tão antiga quanto Tucídides e Aristóteles. O fenômeno já foi observado em situações concretas, como a do Boston Common, em que a superexploração fez com que o Common deixasse de ser usado como área de pastagem pública.

### Comuns bem sucedidos
Enquanto a obra original, a partir da conceituação da tragédia dos comuns, sugeriu que todo comum estaria fadado ao fracasso, esse tipo de construção segue importante no mundo moderno. Trabalhos como o de Elinor Ostrom, realizados por economistas posteriormente, encontraram uma série de exemplos de comuns bem sucedidos. Como exemplo, Ostrom considerou que os pastos comuns nos Alpes Suíços foram operacionalizados com sucesso por muitas centenas de anos pelos fazendeiros locais.
Aliado a isso está o conceito de "comédia dos comuns", a partir do qual usuários dos comuns se tornam hábeis a desenvolver mecanismos que policiam o uso e a manutenção, possivelmente melhorando o estado do comum. Esse termo foi cunhado em um artigo pela acadêmica jurídica Carol M. Rose, em 1986.